# Beiersdorf
Beiersdorf AG è una multinazionale tedesca che produce prodotti per la cura della persona. È quotata presso la Borsa di Francoforte. Produce beni di consumo e ha sede ad Amburgo (Bezirk Eimsbüttel). La società e controllata da Maxingvest AG, una holding della famiglia di Günter Herz. Alcuni marchi noti sono Nivea, Tesa, Labello, Eucerin e Hansaplast.

## Storia

Logo dal 1979 al 2014. I quattro punti stanno a indicare le attività principali: cosmetica, medicale, farmaceutico e Tesa.

### 1882–1932
Beiersdorf fu fondata ad Amburgo come laboratorio chimico, gestito da Paul Carl Beiersdorf (1836-1896). Beiersdorf brevettò il 28 marzo 1882 un nuovo metodo di fabbricazione di cerotti medicali. Da qui nasce la Beiersdorf. Nel 1890 fu comprata dall'imprenditore Oskar Troplowitz che sviluppò notevolmente il giro di affari, con acquisizioni e con nuove linee di prodotti, come nuovi tipi di cerotti e bande adesive che più tardi presero il nome Tesa. Nel 1922 avviene la commercializzazione dei cerotti Hansaplast. Poi Nivea, Leukoplast, Labello dal 1909. Così come Paul Beiersdorf, Troplowitz lavorò in stretta collaborazione con il dermatologo Paul Gerson Unna (1850–1929). Grazie a questi, Troplowitz assunse Isaak Lifschütz, scopritore dell'agente emulsificante Eucerit (=das schöne Wachs, Wasser-in-Öl-emulsione), principale ingrediente della crema Nivea, commercializzata nel dicembre 1911.
L'azienda crebbe velocemente: Se nel 1890 vi furono undici collaboratori, nel 1918 arrivarono a 500. Nel 1892 Troplowitz comprò un lotto di terra per la nuova sede; Beiersdorf si spostò ad Amburgo-Eimsbüttel. Presto l'azienda divenne nota in tutto il mondo con un notevole numero di prodotti. Nel 1914 furono raggiunti tutti i continenti.
Oskar Troplowitz e il suo socio Otto Hanns Mankiewicz morirono nel 1918. La Beiersdorf cambiò denominazione sociale il 1º giugno 1922 come società per azioni P. Beiersdorf & Co. AG. In quegli anni fu introdotto Hansaplast. Nel 1925 la crema Nivea fu messa sul mercato con la classica confezione circolare blu con scritte bianche.
Nel 1929 la Beiersdorf viene quotata in Borsa. All'epoca vi erano venti sedi nel mondo. Nel 1936 viene introdotto il marchio Tesa, sinonimo di nastro adesivo.
Nel 50º anniversario del 1932 Beiersdorf occupava 1 400 collaboratori.

### 1933–1951
Durante il nazionalsocialismo alcuni dirigenti di origini ebraiche come Willy Jacobsohn presidente dal 1922 furono estromessi. Con l'introduzione delle leggi razziali iniziò la campagna (Stürmer) contro l'azienda: 'Kauft keine Judencreme' (non comprate crema dei giudei). Jacobsohn guidò la sede olandese di Amsterdam, emigrando nel 1938 negli USA. Fu messo alla presidenza Carl Claussen. La pubblicità Nivea fu bloccata. Beiersdorf ingaggiò Elly Heuss-Knapp, più tardi First Lady della Bundesrepublik, per una pubblicità.
Alla fine della seconda guerra mondiale la sede di Amburgo fu bombardata, i marchi posti sotto il controllo degli Alleati. Dopo la guerra i diritti dei marchi ritornarono all'azienda.
Nel 1949 il fatturato Beiersdorf fu di oltre 30 milioni di DM.
Nel 1951 Beiersdorf fabbrica il primo prodotto che divenne poi 8x4: "desodorierende Toiletten- und Badeseife“. Fu la base per i deodoranti successivi 8x4 come Deopuder, Aerosolspray, Deoroller e Deostift.

### 1972–1990
Nel 1972 si raggiungono i 10 000 dipendenti. Nel 1974 Beiersdorf struttura l'azienda in quattro pilastri cosmed, medical, pharma e tesa. Max Herz con la Tchibo detiene il 25% delle azioni.
Nel 1981 si raggiungono i 2 miliardi di DM di fatturato. Nel 1984 viene partecipata la fabbrica di sapone Seifenfabrik Hirtler di Heitersheim, comprata nel 2006/2007.
Nel 1989, la strategia aziendale si orienta verso cura dei capelli, adesivi e cura delle ferite. Si rafforza anche la cosmetica.
Negli anni 1990 Beiersdorf rientra in possesso dei diritti dei marchi in GB, Australia e Sudafrica. L'ultima acquisizione fu in Polonia per la Beiersdorf-Lechia S.A. a Poznań (NIVEA Polska sp. z o.o.).

### Anni 2000

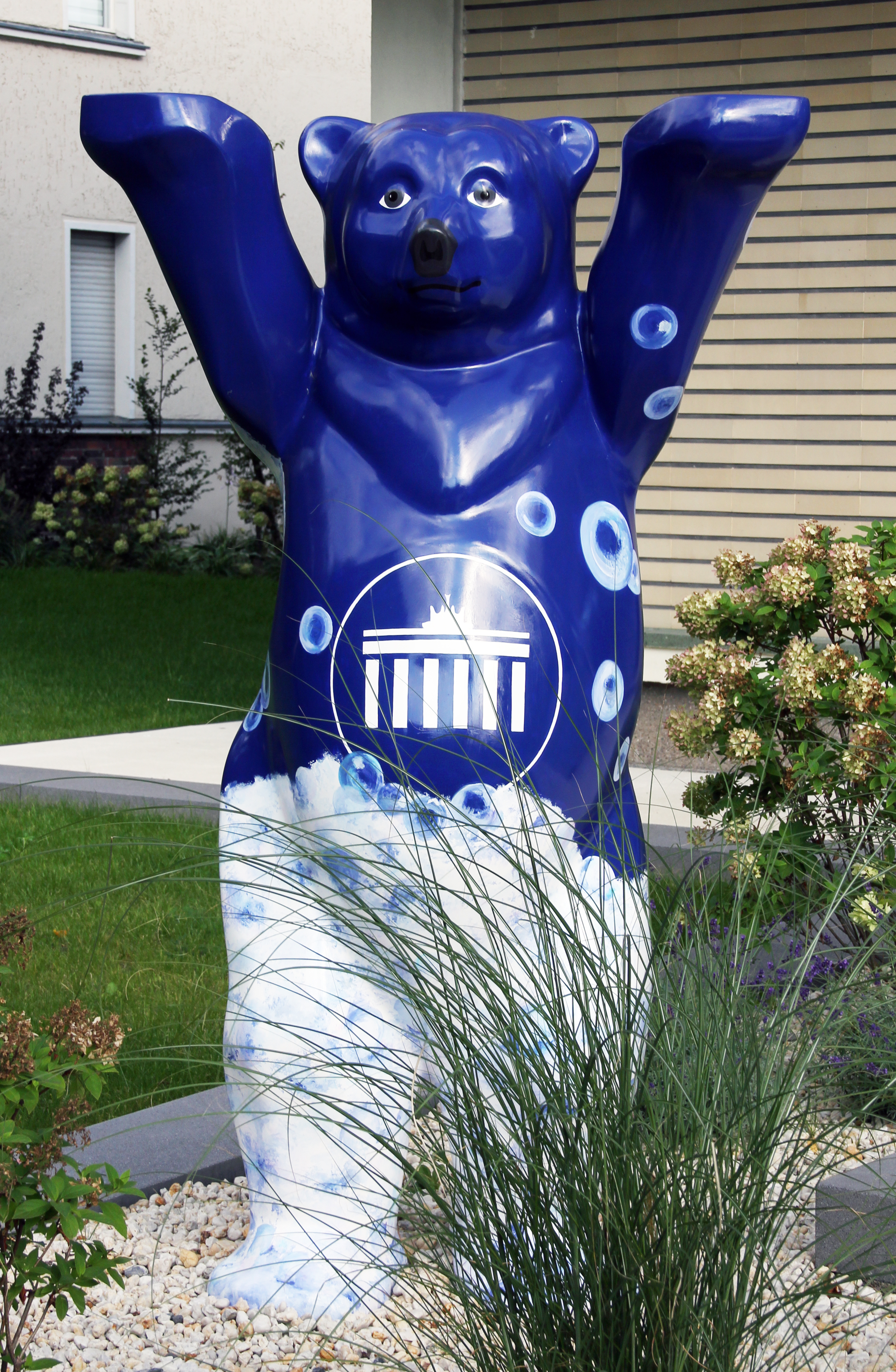
Beiersdorf Bär, Franklinstraße 1, a Berlino-Charlottenburg

Il 1º aprile 2001 la Tesa AG viene fondata. All'epoca vengono prodotti 6 500 articoli diversi.
Il 1º aprile 2001 viene anche fondata la BSN medical ad Amburgo. Come joint-venture Beiersdorf e Smith & Nephew di Londra, la BSN medical produce articoli per cura delle ferite, ortopedia e flebologia. BSN Medical occupava nel 2004 in Germania 350 persone e 3 400 nel mondo. Fatturato di 504 milioni di euro e risultato operativo di 70 milioni di euro. Nel 2006 la BSN medical viene acquisita per 1,03 miliardi di euro da Montagu Private Equity.
Nel 2003 viene fondata la Beiersdorf Shared Services GmbH (BSS) outsourcing di IT e contabilità. La BSS fa anche da partner interno del gruppo Beiersdorf. Nella sede di Amburgo lavorano 300 persone.
In questi anni avviene una lotta di potere. La concorrente Procter & Gamble fa causa. Un consorzio sotto la guida di Tchibo Holding AG (ora Maxingvest AG) compra dalla Allianz SE il 19,6% delle azioni e raggiunge il 49,9%, e Allianz 3,6%. L'amburghese HGV Hamburger Gesellschaft für Vermögens- und Beteiligungsmanagement mbH detiene il 10% di Allianz e rivende queste azioni nel giro di tre anni. Il 7,4% Beiersdorf ricompra le azioni, 3% della Beiersdorf-Pensionskasse (Troma Alters- e Hinterbliebenenstiftung). La politica di Amburgo era di temere la cessione dei marchi alla Procter & Gamble con il 75% di quote anche ottenute con la vendita della parte Allianz. Nel giugno 2009 Allianz cede le quote dal 7,2% al 2,88%.
Il 22 dicembre 2008 la Beiersdorf AG è quotata al Deutschen Aktienindex (DAX).
Nel 2008 la concorrente Unilever presso il Deutsches Patent- und Markenamt fa causa per il colore di fabbrica blu Nivea. Beiersdorf fa ricorso nel 2013 al Bundespatentgericht. Beiersdorf ricorre alla Bundesgerichtshof (BGH). Nel luglio 2015 la BGH ha riaperto il caso verso il Bundespatentgericht per troppa rigidità nel trattamento del diritto di marchio.

## Struttura societaria

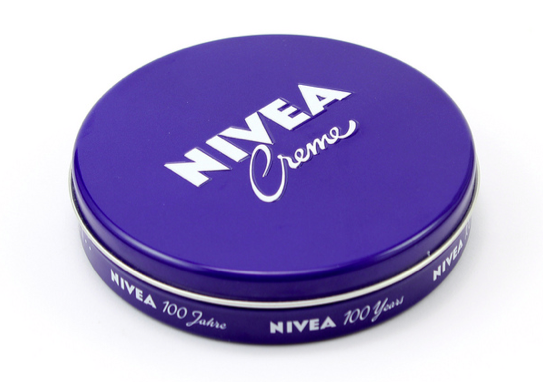
Uno dei prodotti più noti Beiersdorf: Nivea Crema

La Beiersdorf AG con i marchi Consumer e Tesa ha una famiglia di prodotti a marchio Nivea, Labello, Hansaplast, Eucerin, Florena, 8x4, atrix, La Prairie, SLEK (mercato cinese) o Tesa.
Nel dicembre 2010 viene seguita una nuova strategia industriale con Juvena e Marlies Möller. Precedentemente tenuta da Troll Cosmetics.
La sede è ad Amburgo, oltre a Berlino e Waldheim. La sede di Vienna è la centrale per l'Est Europa.

### Marchi
- 8x4
- Atrix
- Basis+
- Curad
- Elastoplast
- Eucerin
- Florena
- FUTURO
- Hansaplast
- JUVENA
- Labello
- La Prairie
- Marlies Möller
- Nivea
- SBT: Skin Biology Therapy
- Tesa
- Coppertone